# サル・バートロ
サル・バートロ（Sal Bartolo、本名：Salvatore Interbartolo、1917年11月5日 - 2002年2月19日）は、1930年代から1940年代のアメリカ合衆国のプロボクサー。元NBA世界フェザー級チャンピオン。マサチューセッツ州ボストンの生まれ。

## 略歴
アマチュアから1937年プロデビュー。1944年3月10日、フィル・テラノバに15回判定勝ち、NBA世界フェザー級チャンピオンとなる。
三度の防衛を果たしたが、1946年6月7日、ニューヨーク州公認世界フェザー級王者ウィリー・ペップに敗れ、タイトルを吸収された。

## 通算戦績
74勝（16KO）18敗5引分け